# High and tight

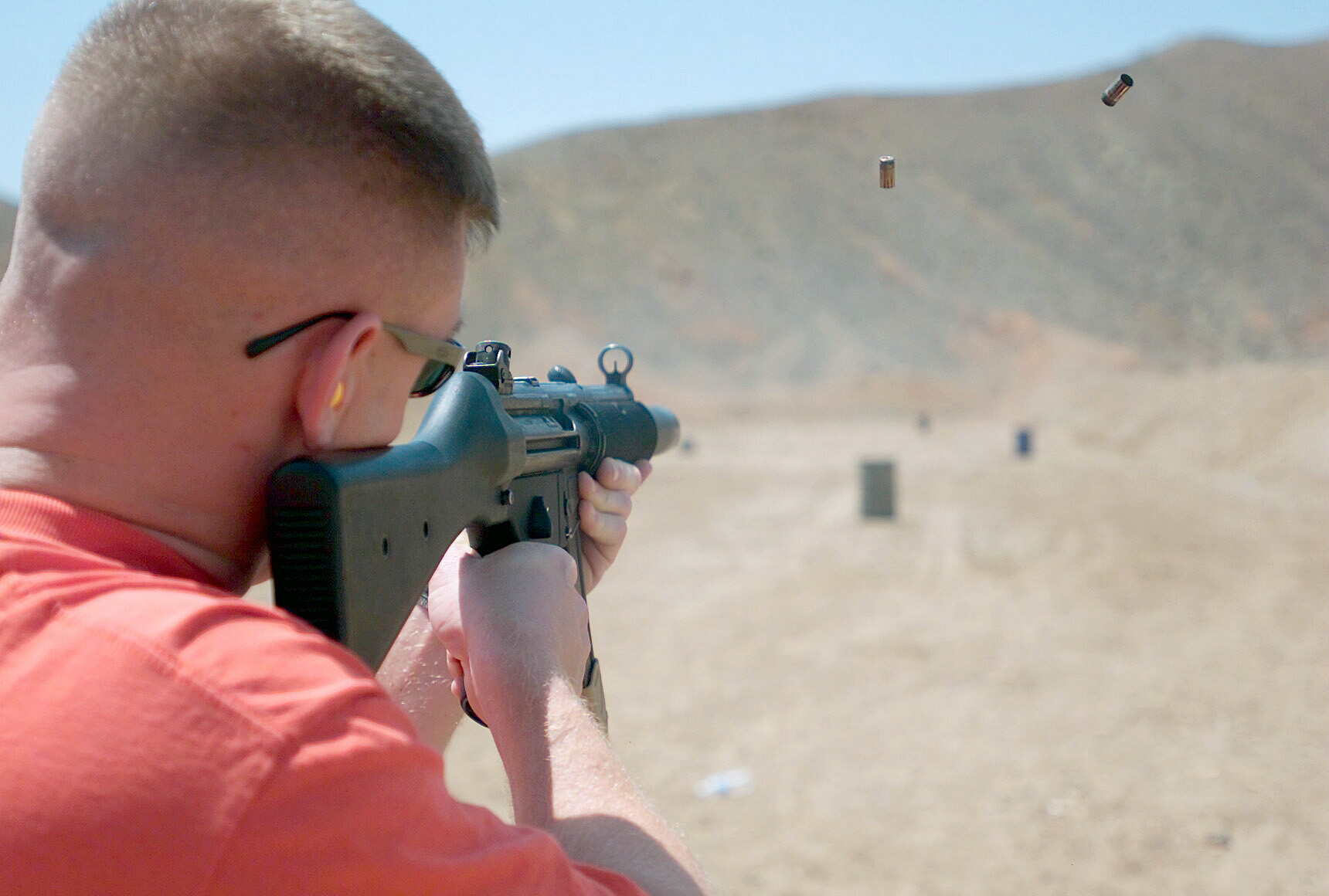
Пример причёски

High and tight (H&T) — традиционная причёска Корпуса морской пехоты США и десантников армии США.
Волосы на макушке головы подстригаются ровной площадкой c длиной волос от 3 до 6 миллиметров, на затылке и по бокам выбриваются.
Появление данной прически относится ко временам войны за независимость, когда она была введена Бароном фон Штойбеном, после того как он обратил внимание на прически у североамериканских индейцев.
Была распространена во время Второй мировой войны среди десантников США.